# Old Head of Kinsale SPA
Old Head of Kinsale SPA este o arie protejată (arie de protecție specială avifaunistică — SPA) din Irlanda întinsă pe o suprafață de 53,63 ha, integral pe uscat.

## Localizare
Centrul sitului Old Head of Kinsale SPA este situat la coordonatele 51°36′54″N 8°32′47″W / 51.614949°N 8.546356°V.

## Înființare
Situl Old Head of Kinsale SPA a fost declarat arie de protecție specială avifaunistică în martie 1990 pentru a proteja 6 specii de animale.

## Biodiversitate
Situată în ecoregiunea atlantică, aria protejată nu include niciun habitat protejat.
La baza desemnării sitului se află mai multe specii protejate de  păsări (6): alca (Alca torda), Fulmarus glacialis, Larus argentatus, Phalacrocorax aristotelis, Rissa tridactyla, Uria aalge.